# Mercenary (Band)
Mercenary ist eine 1991 in Dänemark gegründete Melodic-Death-Metal-Band.

## Bandgeschichte
Mercenary begannen Anfang der 1990er als Vier-Mann-Projekt. Nachdem Mercenary die ersten zwei Alben (First Breath und Everblack) mit dem dänischen Label Serious Entertainment produzierten, konnten sie für das dritte und bisher erfolgreichste Album 11 Dreams einen Vertrag beim Label Century Media unterschreiben.
Nachdem Songwriter und Bassist Kral selbst alle Lieder auf der First Breath gesungen hatte und ihm dies zu anstrengend wurde, konnte man für das Album Everblack die Brüder Mikkel und Morten Sandager gewinnen.
Durch den Auftritt auf dem „Prog-Power“-Festival konnten Mercenary ihren Bekanntheitsgrad auch in den USA deutlich vergrößern. Nach der Aufnahme des Albums Everblack wurde offensichtlich, dass Drummer Rasmus Jacobsen zu wenig Zeit für Mercenary und dafür mehr für andere Projekte investierte. Auch Gitarrist Signar Petersen verließ die Band aus persönlichen Gründen. Als Ersatz für Rasmus Jacobsen kam Mike Park, den Kral schon seit 1993 kannte. Auf einem Konzert in Kopenhagen planten sie dann, zusammenzuarbeiten. Auch Martin Buus Pedersen war Kral schon länger bekannt. Er lernte ihn als 17-Jährigen beim Probespielen in einem Musikgeschäft, in dem er arbeitete, kennen. Er fragte nach seiner Telefonnummer und konnte ihn drei Jahre später für die Band gewinnen.
Das dritte Album 11 Dreams fand internationale Anerkennung, und nach einigen europaweiten Supportauftritten von Evergrey und Soloauftritten tourten Mercenary im Frühling 2005 mit „At Vance“ als Supportband von Brainstorm, die ihre erste Headliner-Tour bestritten.
Ende März 2006 verkündete die Band das Ausscheiden von Bassist Henrik „Kral“ Andersen aus persönlichen Gründen. Am 7. April 2006 beendete die Band die Aufnahmen für das Album The Hours that Remain, das in Jacob Hansens Studio aufgenommen wurde. Das Album wurde am 18. August 2006 bei Century Media Records veröffentlicht. Bei den Danish Metal Awards wurde das Album zum „Album des Jahres“ gekürt.
Beim Sägfestival spielte Mercenary erstmals mit dem neuen Bassisten und Sänger René Pedersen. Zusätzlich wurde Soul Decision, ein Lied des neuen Albums, erstmals live gespielt.
Am 11. November 2009 wurde die Trennung von Mike Park (Schlagzeug), Mikkel (klarer Gesang) und Morten (Keyboard, Gesang) Sandager bekannt gegeben. Als Grund für die Trennung wurden musikalische Differenzen angegeben. Trotz der Trennung sind ein neues Album im Frühjahr 2010 und eine Tour angekündigt. Die ausgestiegenen Mitglieder haben schon neue Projekte angekündigt; ihre Plätze bei Mercenary sollen bald neu besetzt werden.
Die Band hat am 26. Juli 2013 über NoiseArt Records ihr siebtes Studioalbum Through Our Darkest Days veröffentlicht. Seit der gleichnamigen Tour ist mit Peter Mathiesen auch ein neuer Mann am Schlagzeug.
Nach fast 7 Jahren musikalischer Abwesenheit veröffentlichen sie am 20. März 2020 auf Spotify ihre neue Single From the Ashes of the Fallen.

## Diskografie

### Alben
- 1998: First Breath
- 2002: Everblack
- 2004: 11 Dreams
- 2006: The Hours that Remain
- 2008: Architect of Lies
- 2011: Metamorphosis
- 2013: Through Our Darkest Days
- 2023: Soundtrack for the End Times

### EPs
- 1996: Supremacy

### Demos
- 1993: Domicile
- 1994: Gummizild

### Kompilationen
- 2006: Retrospective (Wiederveröffentlichung der Demos und EP)
- 2012: Recollections (The Century Media Years) (Wiederveröffentlichung der drei bei Century Media erschienenen Alben)